# شونپی اوتو
شونپی اوتو (انگلیسی: Shunpei Uto; ۱ دسامبر ۱۹۱۸ – تاریخ ورودی نامعتبر است) شناگر اهل ژاپن بود.
وی در مسابقات کشوری و بین‌المللی در مجموع برندهٔ ۱ مدال نقره، ۱ مدال برنز شده‌است.